# The Best of Nek - L'anno zero
The Best of Nek - L'anno zero è la prima raccolta del cantante italiano Nek, pubblicata il 10 ottobre 2003 dalla Warner.

## Descrizione
Contiene una selezione dei maggiori successi di Nek incisi nel corso della sua carriera con l'aggiunta degli inediti Almeno stavolta e L'anno zero, estratti entrambi come singoli.
- I brani più vecchi, In te, Cuori in tempesta e Angeli nel ghetto, sono stati riarrangiati.
- Sei solo tu è presente nel best of nella versione solista, senza la partecipazione della cantante Laura Pausini.
- La canzone Almeno stavolta è stata accusata di plagio nei confronti di Still Waiting dei Sum 41. Il programma televisivo di Italia 1 Le Iene "denunciò" il cantante: Sabrina Nobile, dopo averlo incontrato, lo convinse a suonare con la sua chitarra il pezzo con maggior velocità in modo che egli potesse rendersi conto della somiglianza, di cui Nek già sapeva essendogli stata fatta notare pochissimo dopo l'uscita dell'album.

## Tracce

### The best of Nek - L'anno zero
1. Almeno stavolta – 3:25 (testo: Antonello de Sanctis – musica: Daniele Ronda) – (2003)
2. L'anno zero – 3:27 (testo: Antonello De Sanctis – musica: Daniele Ronda) – (2003)
3. In te (2003 version) – 4:03 (testo: Antonello de Sanctis – musica: Filippo Neviani, Giuseppe Isgrò) – (1993)
4. Cuori in tempesta (2003 version) – 4:42 (testo: Antonello de Sanctis – musica: Nek, Giuseppe Isgrò) – (1994)
5. Angeli nel ghetto (2003 version) – 4:02 (testo: Antonello de Sanctis – musica: Nek, Gabriele Varano, Gianni Sanjust) – (1994)
6. Dimmi cos'è – 3:42 (testo: Antonello de Sanctis – musica: Nek, Massimo Varini) – (1996)
7. Tu sei, tu sai – 4:19 (testo: Antonello de Sanctis – musica: Nek, Massimo Varini) – (1996)
8. Laura non c'è – 3:46 (testo: Antonello de Sanctis – musica: Nek, Massimo Varini) – (1997)
9. Sei grande – 4:00 (testo: Antonello de Sanctis – musica: Nek, Massimo Varini) – (1997)
10. Se io non avessi te – 3:49 (testo: Antonello de Sanctis – musica: Nek, Massimo Varini) – (1998)
11. Sto con te – 4:16 (testo: Antonello de Sanctis – musica: Nek, Massimo Varini) – (1998)
12. Se una regola c'è – 3:36 (testo: Antonello de Sanctis – musica: Nek, Massimo Varini) – (1998)
13. Ci sei tu – 4:19 (testo: Antonello de Sanctis – musica: Nek) – (2000)
14. Sul treno – 3:55 (testo: Antonello de Sanctis – musica: Nek) – (2000)
15. La vita è – 4:20 (testo: Antonello de Sanctis – musica: Nek, Massimo Varini) – (2000)
16. Sei solo tu (Solo version) – 3:16 (testo: Cheope – musica: Nek) – (2002)
17. Parliamo al singolare – 3:31 (testo: Cheope – musica: Daniel Vuletic) – (2002)
18. Cielo e terra – 3:58 (testo: Cheope – musica: Nek) – (2002)

### Lo mejor de Nek - El año cero
1. Al menos ahora – 3:25 (testo: Antonello de Sanctis - adatt. spagnolo: Ignacio Ballesteros – musica: Daniele Ronda) – (2003)
2. El año cero – 3:27 (testo: Antonello de Sanctis - adatt. spagnolo: Ignacio Ballesteros – musica: Daniele Ronda) – (2003)
3. En ti (Versión 2003) – 4:03 (testo: Antonello de Sanctis - adatt. spagnolo: Ignacio Ballesteros – musica: Nek, Giuseppe Isgrò)
4. Corazones en tempestades (Versión 2003) – 4:42 (testo: Antonello de Sanctis - adatt. spagnolo: Ignacio Ballesteros – musica: Nek, Giuseppe Isgrò)
5. Ángeles del ghetto (Versión 2003) – 4:02 (testo: Antonello de Sanctis - adatt. spagnolo: Ignacio Ballesteros – musica: Nek, Gabriele Varano, Gianni Sanjust)
6. Dime porqué – 3:42 (testo: Antonello de Sanctis - adatt. spagnolo: Nuria Díaz, Raquel Díaz – musica: Nek, Massimo Varini) – (1997)
7. Tú estás aquí – 4:19 (testo: Antonello de Sanctis - adatt. spagnolo: Nuria Díaz, Raquel Díaz – musica: Nek, Massimo Varini) – (1997)
8. Laura no está – 3:46 (testo: Antonello de Sanctis - adatt. spagnolo: Nuria Díaz, Raquel Díaz – musica: Nek, Massimo Varini) – (1997)
9. Tu nombre – 4:00 (testo: Antonello de Sanctis - adatt. spagnolo: Nuria Díaz, Raquel Díaz – musica: Nek, Massimo Varini) – (1997)
10. Si sé que te tengo a ti – 3:49 (testo: Antonello de Sanctis - adatt. spagnolo: Nuria Díaz, Raquel Díaz – musica: Nek, Massimo Varini) – (1998)
11. Quédate – 4:16 (testo: Antonello de Sanctis - adatt. spagnolo: Nuria Díaz, Raquel Díaz – musica: Nek, Massimo Varini) – (1998)
12. No preguntes porqué – 3:36 (testo: Antonello de Sanctis - adatt. spagnolo: Nuria Díaz, Raquel Díaz – musica: Nek, Massimo Varini) – (1998)
13. Llegas tú – 4:19 (testo: Antonello de Sanctis - adatt. spagnolo: Nuria Díaz, Raquel Díaz – musica: Nek) – (2000)
14. En el tren – 3:55 (testo: Antonello de Sanctis - adatt. spagnolo: Nuria Díaz, Raquel Díaz – musica: Nek) – (2000)
15. La vida es – 4:20 (testo: Antonello de Sanctis - adatt. spagnolo: Nuria Díaz, Raquel Díaz – musica: Nek, Massimo Varini) – (2000)
16. Tán sólo tú (Solo version) – 3:16 (testo: Cheope - adatt. spagnolo: Ignacio Ballesteros – musica: Nek) – (2002)
17. Hablemos en pasado – 3:31 (testo: Cheope - adatt. spagnolo: Ignacio Ballesteros – musica: Daniel Vuletic) – (2002)
18. Cielo y tierra – 3:58 (testo: Cheope - adatt. spagnolo: Ignacio Ballesteros – musica: Nek) – (2002)

## Formazione
- Nek - voce, basso, cori, chitarra acustica
- Emiliano Fantuzzi - chitarra elettrica addizionale
- Cesare Chiodo - basso
- Alfredo Golino - batteria
- Dado Parisini - pianoforte, organo Hammond, tastiera, programmazione
- Massimo Varini - chitarra elettrica, cori, chitarra acustica

## Classifiche

### Classifiche settimanali
| Classifica (2003-04) | Posizione massima |
| -------------------- | ----------------- |
| Italia               | 3                 |
| Spagna               | 14                |
| Svizzera             | 12                |

### Classifiche di fine anno
| Classifica (2003) | Posizione |
| ----------------- | --------- |
| Italia            | 18        |
| Svizzera          | 85        |
| Classifica (2004) | Posizione |
| Italia            | 60        |